# Стеллария солнечная
Стеллария солнечная или солнечная ксенофора (лат. Stellaria solaris) — вид брюхоногих моллюсков из семейства Xenophoridae, отличающийся своеобразной формой раковины. В отличие от других представителей рода Stellaria и семейства ксенофорид в целом, поверхность раковины этого вида не несет на себе никаких посторонних предметов, и очень редко обрастает другими морскими организмами.

## Описание

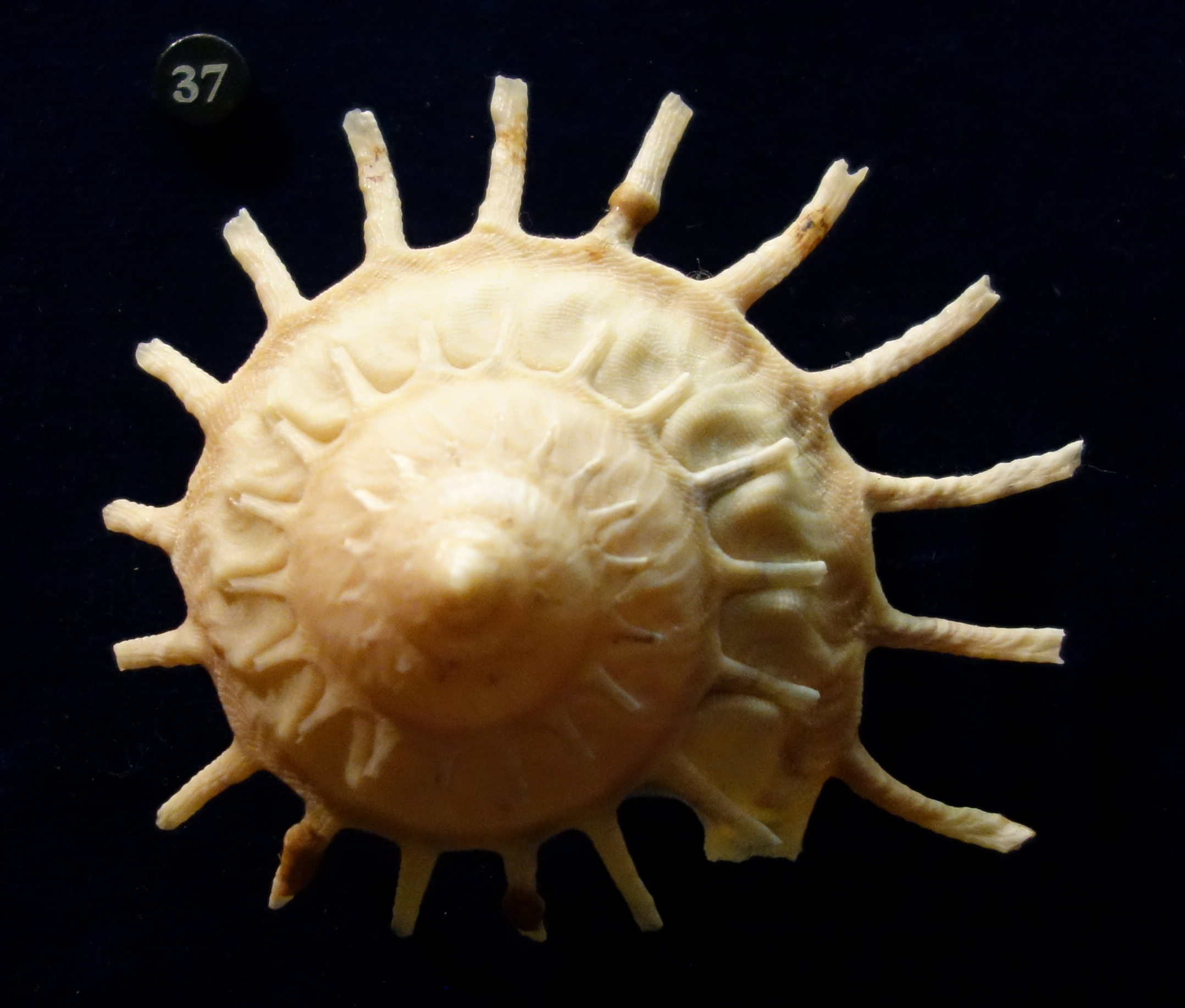

Раковина конической формы с низким завитком и расширенным основанием. Размеры раковины 60—130 мм. Скульптура раковины образована волнистыми осевыми валикообразными рёбрами и более тонкими спиральными рёбрышками. По нижнему краю каждого оборота раковины проходит ряд полых, длинный и тонких рожковидных выростов, напоминающих собой лучи солнца. Их длина существенно увеличивает размеры раковины моллюска, без них она редко превышает диаметр в 75 мм. Поверхность раковины покрыта тонкими линиями роста. Основание раковины округлое, с круглым открытым пупком, скульптурирована тонкими рёбрами, которые сходятся у пупка, образуя узор в виде вихря. Также на нижней поверхности расположены плоские, похожие на отдельные бусины, выросты, которые расположены по спирали. Устье раковины широко открыто, имеет неправильно-квадратную форму. Окраска раковины варьируется от бежевой до песочной-жёлтой и светло-коричневой; внутренняя часть устья более тёмная — золотисто-бежевая, иногда почти коричневая.

## Ареал
Ареал вида включает тропический Индо-Тихоокеанский регион: от Юго-Восточной Африки и Красного моря до Индо-Малайзии. Обитает на глубинах 18—200 м. Предпочитает илистые грунты.